# Tsunami d'Hawaii
Le Tsunami d'Hawaii était un club de football ayant participé aux United Soccer Leagues de 1994 à 1997. Le club était basé à Honolulu (Hawaï).
Le Tsunami est la deuxième équipe professionnelle de soccer de Hawaï, après l'échec de la Team Hawaii (en) en NASL durant la saison 1977,.

## Histoire
Fondé en 1994 à Honolulu, Hawaï, le Tsunami d'Hawaii débute en USISL durant cette même année, terminant huitième de sa division et ne se qualifiant pas pour les séries éliminatoires. Le club évolue alors uniquement avec des joueurs locaux. 
Le Tsunami dispute ses matchs à domicile aux alentours d'Oahu et, à l'occasion, sur d'autres îles comme Kauai, principalement dans des stades d'écoles secondaires. Cependant, le club joue parfois au Aloha Stadium, une enceinte de 50 000 places et le plus grand stade de toute la ligue.  
En 1995, le club remporte son premier et unique titre de division, participant ainsi pour la première fois de son histoire aux séries, mais ne parvient pas à se qualifier pour la phase nationale. En 1996, ils sont à nouveau qualifiés pour les séries de fin de saison, mais sont éliminés en demi-finale de conférence.
En 1997, le Tsunami termine septième de sa division, ne se qualifie pas pour la phase finale et disparait à la fin de la saison, en raison du coût élevé des déplacements pour les matchs à l'extérieur. 
Au cours de son histoire, le Tsunami d'Hawaii n'est jamais parvenu à disputer la US Open Cup.

## Saisons
| Saison | Division | Ligue                | Saison régulière | Séries éliminatoires      | US Open Cup  |
| ------ | -------- | -------------------- | ---------------- | ------------------------- | ------------ |
| 1994   | 2        | USISL                | 8e, Pacifique    | Non qualifié              | Non inscrit  |
| 1995   | 3        | USISL Pro League     | 1er, Nord-Ouest  | Sizzling Nine             | Non qualifié |
| 1996   | 3        | USISL Pro League     | 1er, Ouest       | Demi-finale de conférence | Non qualifié |
| 1997   | 3        | USISL D-3 Pro League | 7e, Ouest        | Non qualifié              | Non qualifié |